# Venere in pelliccia

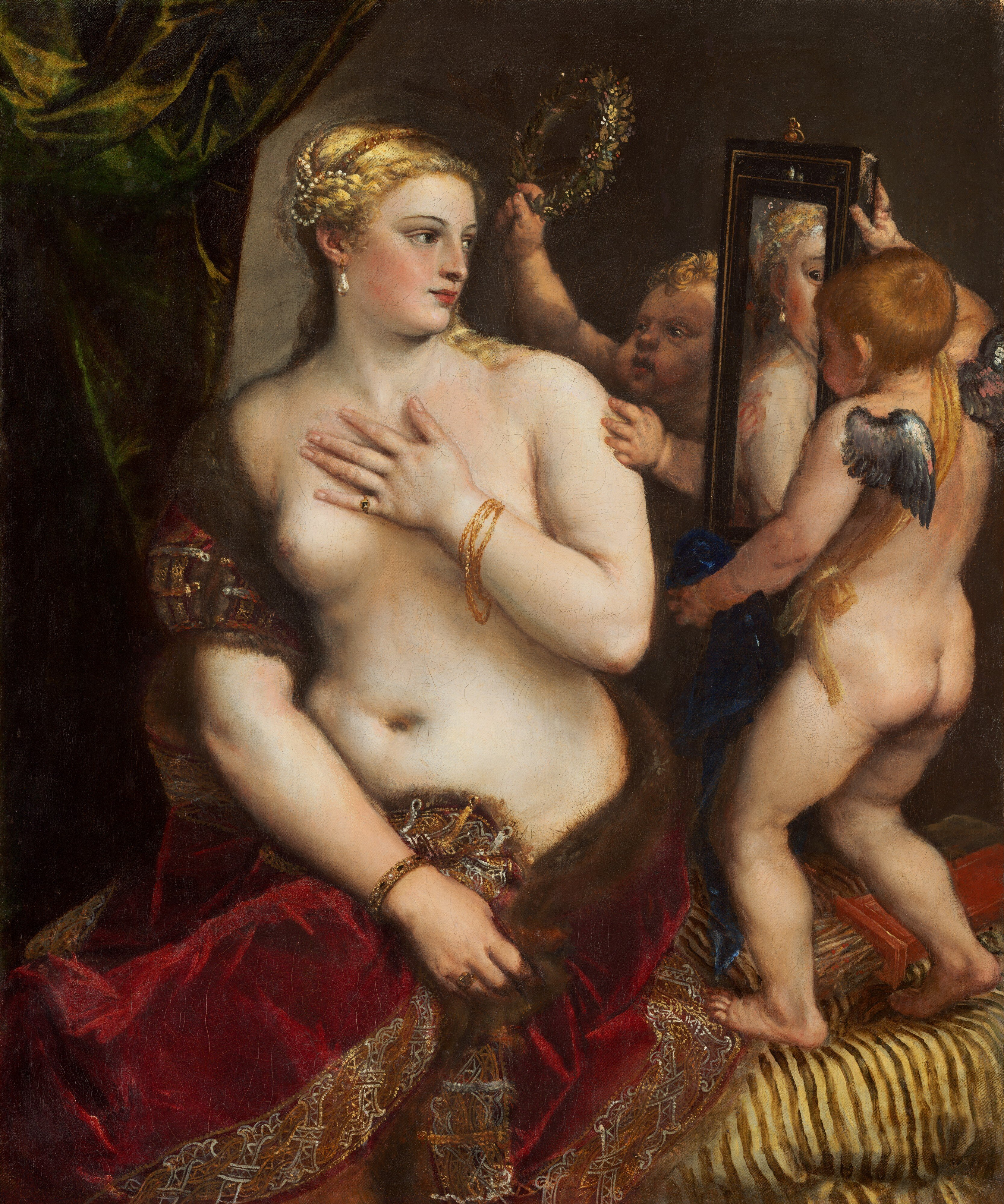
Venere allo specchio, il dipinto di Tiziano che ispira il protagonista Severin.

Venere in pelliccia è un romanzo erotico dell'autore austriaco Leopold von Sacher-Masoch. Pubblicato nel 1870, fa parte della raccolta L'eredità di Caino all'interno del primo volume della serie dedicato all'amore.

## Trama
Il narratore, recandosi dall'amico Severin per prendere insieme il tè, racconta a questi un suo sogno curioso riguardante una donna dall'aspetto marmoreo avvolta in una enorme pelliccia scura. Egli identifica questa donna con Venere, la dea dell'amore, verso la quale manifesta profonda fedeltà e devozione. Riconosce in un dipinto presente nella stanza di Severin, raffigurante una donna seduta che indossa solamente una pelliccia tenendo una frusta nella mano destra e con un uomo prostrato ai suoi piedi, e già notato spesso in precedenza, l'apparente origine del suo sogno. Chiede allora delle spiegazioni a Severin, che era tra l'altro l'uomo ritratto ai piedi della "Venere in pelliccia", il quale, dopo avergli detto di aver tratto ispirazione dalla Venere allo specchio di Tiziano, gli consegna un proprio manoscritto dove descrive la sua esperienza.
Severin narra il suo incontro con Wanda von Dunajew, giovane vedova ricca e bella. All'inizio insicuro e timoroso, dopo aver fatto conoscenza della smaliziata donna, che gli rivela la propria filosofia di vita volta alla ricerca del piacere e del godimento, le si propone come schiavo per poterla servire da dea quale ella è ai suoi occhi. Le chiede di diventare sua moglie ma Wanda, conscia della propria incostanza affettiva, gli propone dapprima di convivere insieme per un anno allo scopo di verificare che ciascuno sia effettivamente adatto all'altro. Severin descrive in modo più dettagliato al suo adorato amore la propria natura di uomo "soprasensuale", paragonandosi ai martiri che raggiungono l'estasi durante il loro estremo sacrificio. Nonostante sia stata riluttante in principio, alla fine Wanda accetta di impersonare l'ideale di donna crudele.
I due si recano in viaggio a Firenze e Severin diviene il servo personale chiamato Gregor. Quest'ultimo firma un contratto in cui dichiara di rinunciare a tutti i diritti appartenutigli fino allora, diventando proprietà di Wanda von Dunajew che ne può così disporre a suo piacimento senza limitazioni. Inoltre scrive di suo pugno un documento di poche righe in cui dichiara il proprio intento suicida, in quanto Wanda è finanche libera di ucciderlo quando lei volesse. Con l'aiuto di tre donne di colore, l'uomo viene sottoposto a punizioni e umiliazioni via via sempre più pesanti; egli è disposto a subire tutto, purché possa restare accanto alla sua amata. La loro relazione giunge a termine quando Wanda si innamora del rude ufficiale greco Alexis Papadopolis, il quale arriva anch'egli a frustare Severin sotto lo sguardo divertito della donna.
Il protagonista rivela che la "cura" della frusta è stata crudele ma radicale, e alla fine è stato guarito ("Chiunque permetta lui stesso di essere frustato, merita di essere frustato").

## Riferimenti autobiografici

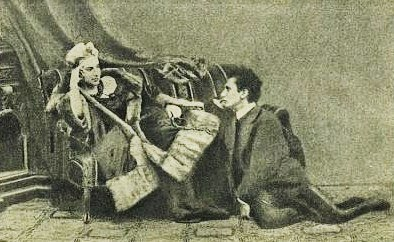
Leopold von Sacher-Masoch insieme a Fanny Pistor

Il romanzo è intriso di riferimenti autobiografici. La protagonista Wanda von Dunajew era nella vita reale Fanny Pistor, ella stessa una scrittrice, che dopo avere conosciuto von Sacher-Masoch per un parere letterario firmò insieme a lui un "contratto" che rese lo scrittore suo schiavo; era posta la condizione che lei indossasse il più spesso possibile una pelliccia, specialmente nelle occasioni in cui si mostrava crudele.
Come descritto nel romanzo i due si recarono in Italia, dove non erano conosciuti e non avrebbero quindi destato sospetti, fermandosi a Venezia (nel romanzo giungono a Firenze). Von Sacher-Masoch assume lo pseudonimo "Gregor" e impersonifica il servo della Pistor. Come nuovamente descritto nel romanzo, Fanny Pistor intrattiene una relazione con un amante, l'attore italiano Tommaso Salvini (nell'opera invece il ruolo dell'amante è rappresentato dall'ufficiale di cavalleria greco Alexis Popadopolis ma Salvini viene comunque citato all'interno del romanzo).
Il loro rapporto, piuttosto che nel modo melodrammatico descritto nel romanzo, ebbe fine semplicemente quando la passione si esaurì. L'ottimistica conclusione dell'opera, con la guarigione, è però del tutto smentita dalla biografia dello scrittore; infatti, almeno in base a quanto narra la moglie, fu ripetutamente attratto dalla dominazione, dalla frusta e dalle pellicce.

## Influenza nella cultura e nell'arte
Venere in pelliccia ha esercitato negli anni e continua a esercitare una notevole influenza in ambito letterario e culturale, arrivando a rappresentare uno dei pilastri della subcultura BDSM.

### Nel cinema
Esistono diverse opere cinematografiche che hanno tratto ispirazione da questo romanzo, tra le principali trasposizioni che vi fanno più esplicitamente riferimento si citano Le malizie di Venere di Massimo Dallamano (1969), e Venus in Furs diretto dai registi olandesi Victor Nieuwenhuijs e Maartje Seyferth (1995). Anche il regista Roman Polanski ha diretto un riadattamento intitolato Venere in pelliccia (2013), basato sull'adattamento teatrale dell'opera di David Ives.

### Nella letteratura e nei fumetti
Una citazione di questo romanzo può essere trovata anche nell'incipit di La metamorfosi di Franz Kafka. Il protagonista del racconto si chiama infatti Gregor e nella sua stanza vi è un ritratto di una donna sensuale avvolta in un boa di pelliccia, simbolo dell'eros mancante nella vita di Gregor Samsa e di Kafka stesso.
Guido Crepax ha realizzato il fumetto Venere in pelliccia, pubblicato nel 1984 da Olympia Press.

### Nella musica
Il gruppo musicale The Velvet Underground ha inciso il brano Venus in Furs pubblicato nell'album The Velvet Underground & Nico (1967). I Venus in Furs sono anche un gruppo musicale che ha composto la colonna sonora del film Velvet Goldmine. I Cradle of Filth, modificando il titolo del romanzo in inglese, hanno composto il brano Venus in Fears edito all'interno dell'album Cruelty and the Beast (1998). Anche gli Electric Wizard, gruppo doom metal britannico, hanno rivolto il loro omaggio al romanzo con il brano Venus in Furs nell'album Black Masses (Rise above).